# Lijst van burgemeesters van Heerenveen
Dit is een lijst van burgemeesters van de Nederlandse gemeente Heerenveen in de provincie Friesland sinds haar stichting op 1 juli 1934.
| Ambtsperiode                      | Naam burgemeester            | Partij of stroming | Bijzonderheden |
| --------------------------------- | ---------------------------- | ------------------ | --- |
| 1 juli 1934 – 16 november 1946    | Jochum (J.J.G.S.) Falkena    | VDB                | Vanaf bevrijding was Ekke de Haan een half jaar waarnemend burgemeester. Van 16 juli tot 16 november 1946 was Falkena waarnemend burgemeester. |
| 16 november 1946 – 1 januari 1963 | G.H. Kuperus                 | PvdA               | |
| 1 februari 1963 – 1 december 1968 | Hendrik Huisman              | PvdA               | |
| 1 februari 1969 – 1 maart 1984    | Henk (H.) Hellinga           | PvdA / partijloos  | |
| 3 april 1984 – 16 november 1993   | Herman B. Reinders           | PvdA               | |
| 16 november 1993 – 1 april 2011   | Drs. Peter (P.M.M.) de Jonge | PvdA               | |
| 10 juni 2011 – 30 september 2023  | Tjeerd (T.J.) van der Zwan   | PvdA               | Van 1 januari tot 30 juni 2014 waarnemend burgemeester na gemeente herindeling.                                                                |
| 2 oktober 2023 – heden            | Avine (M.A.) Fokkens-Kelder  | VVD                | [ 3 ] |